# Paz Castillo
Pour les articles homonymes, voir Paz et Castillo.
Paz Castillo est l'une des vingt-et-une municipalités de l'État de Miranda au Venezuela. Son chef-lieu est Santa Lucía. En 2011, la population s'élève à 111 197 habitants.

## Étymologie
La municipalité est nommée en l'honneur du poète et diplomate vénézuélien Fernando Paz Castillo (1893-1981).

## Géographie

### Subdivisions
La municipalité est constituée d'une seule paroisse civile avec, à sa tête, sa capitale (entre parenthèses) :
- Santa Lucía (Santa Lucía).